# Ajoie
L'Ajoie (Aîdjoûe ou Aîdjô en patois jurassien ; anciennement Elsgau en allemand), aussi appelée pays de Porrentruy, est une région du nord-ouest de la Suisse, située dans le canton du Jura et comprenant le territoire du district de Porrentruy.
Le terme d'Ajoie désignerait primitivement le bassin de l'Allaine. Après un échange de territoires entre les diocèses de Besançon et de Bâle à la fin du XVIIIe siècle, et après la révolution française et le démantèlement des diocèses d'Ancien Régime, il s'appliquera ensuite à la seule région de Porrentruy. Il convient cependant de souligner, afin de ne pas les confondre, qu'avant 1779, l'Ajoie est une circonscription administrative du seul diocèse de Besançon, qu'après l'échange de territoires entre les deux diocèses de Bâle et de Besançon, chacun aura un doyenné d'Ajoie, et que le diocèse de Bâle comprenait avant cet échange, et conserve ensuite, un doyenné d'Elsgau, ce qui est la traduction allemande d'Ajoie. Sous l'administration bernoise, l'Ajoie fait partie du bailliage (1815), puis district de Porrentruy (1831) qui comprend également la plus grande partie du Clos-du-Doubs, autrefois rattaché à la prévôté de Saint-Ursanne.
Elle fait partie du Jura tabulaire et est composée de six domaines géographiques :
- la vallée de la Vendline (nord-est), avec les communes de Vendlincourt, Bonfol et Beurnevésin,
- la Baroche (est), avec La Baroche,
- le flanc du Mont Terri (sud), avec Cornol, Courgenay et Fontenais,
- la Haute-Ajoie (ouest), avec Courtedoux, Haute-Ajoie, Grandfontaine, Fahy et Bure,
- la vallée de l'Allaine (centre et nord), avec Alle, Porrentruy, Courchavon, Basse-Allaine et Boncourt,
- la vallée de la Cœuvatte (nord), avec Cœuve, Damphreux et Lugnez.

Chaque année en novembre, la fête gastronomique de la Saint Martin est l'occasion de la mise en valeur de la tradition et des nombreux produits du terroir de l’Ajoie.

## Histoire
Habitée dès le Moustérien, avec une présence humaine bien attestée au Néolithique, aux âges des métaux et à l'époque romaine, la région de l'Ajoie est mentionnée pour la première fois dans un acte de 732 : le duc d'Alsace donne les terres de cette région au monastère de Murbach. La région change ensuite de mains au gré de divers partages de terres (Germanie puis second royaume de Bourgogne).
En 999, par la volonté de Rodolphe III, dernier roi de Bourgogne, l'abbaye de Moutier-Grandval avec toutes ses possessions (dont des terres et des droits en Ajoie) passe dans le territoire de l'évêque de Bâle. Spirituellement, jusqu'en 1779, seule la Baroche relève du diocèse de Bâle, les autres paroisses d'Ajoie dépendant du diocèse de Besançon.
En 1281, le comte de Ferrette aliène à l'évêque ses droits sur la châtellenie et la ville de Porrentruy. Le comte de Montbéliard, qui détient en fief l'Ajoie et Bure, prend possession de Porrentruy en 1283, mais il en est chassé par l'empereur Rodolphe Ier qui est l'ami de l'évêque. En 1386, en raison des dettes qui grèvent la principauté épiscopale, la quasi-totalité de l'Ajoie est engagée au comte de Montbéliard. L'évêque Jean de Venningen la rachète en 1461. D'autres seigneuries et villages viendront compléter par la suite les possessions des princes-évêques :
- Roche d'Or (1474) ;
- Rocourt (1573) ;
- Miécourt et Beurnevésin (1625).

Dès lors l'histoire de l'Ajoie se confond avec celle de l'évêché de Bâle.
Durant la guerre de Trente Ans, l'Ajoie subit les violences des troupes françaises et surtout des troupes suédoises; celles-ci incendient Alle, Fontenais et Courtedoux en 1634. En 1635, Porrentruy, occupée par les Impériaux, tombe aux mains des Français qui ne l'évacueront qu'en 1650.[réf. nécessaire]
Jusqu'en 1779, l'Ajoie dépend intégralement, région de Porrentruy comprise, du diocèse de Besançon. Celle région constitue alors, au sein de ce diocèse, le doyenné (ou décanat) d'Ajoie, et dépend de l'archidiaconé de Luxeuil. De manière contemporaine, une région voisine, autour de Lucelle et de Saint-Ursanne, constitue un autre doyenné, celui d'Elsgau, qui lui dépend du diocèse de Bâle. En 1779, les diocèses de Bâle et de Besançon procèdent à un échange de territoires. La région de Porrentruy est cédée par le diocèse de Besançon à celui de Bâle (soit alors 19 paroisses, qui vont constituer un nouveau doyenné, nommé lui aussi d'Ajoie), en échange de 29 paroisses situées dans la partie orientale de l'actuel département du Territoire de Belfort. Au terme de ces échanges, cette région comprend donc désormais deux doyennés nommés Ajoie en français, l'un dans le diocèse de Besançon, l'autre dans celui de Bâle, tandis qu’un autre doyenné du diocèse de Bâle conserve son nom d'Elsgau, traduction en langue allemande d'Ajoie…. Au XVIIIe siècle, la région est fortement touchée par les troubles qui secouent l’Évêché (1726-1740) et s'achèveront avec l'intervention française. C'est à Porrentruy qu'est proclamée, en 1792, l'éphémère République rauracienne qui précède l'annexion de l’Évêché à la France (1793-1815). Enfin, en 1815 au congrès de Vienne, l’Évêché est rattaché au canton de Berne, dont l'Ajoie fera partie jusqu'à la création du canton du Jura en 1979.

## Population

### Gentilé et surnoms
Les habitants de la région se nomment les Ajoulots.
Ils étaient surnommés vers 1730 les Craitchies ou Craichies, soit les partisans du prince-évêque de Bâle, et les Hotties, soit les porteurs de hotte au sens de partisans du peuple.

## Honneurs
- (249302) Ajoie, astéroïde.